# 史高治·麦克达克
史高治·麦克达克（英語：Scrooge McDuck），又譯史高治·麦克老鸭、史高治·麥德，別名史高治叔叔（Uncle Scrooge）、小氣叔叔或史古寒，是迪士尼公司创作的经典漫画角色之一(也出现在少数动画中)，該角色由著名迪士尼漫画家卡尔·巴克斯创造。角色是一隻被擬人化的鸭，有橙黄色的嘴、脚和蹼，最早出现在于1947年12月发布的《四色漫画》第178期的故事《熊山上的圣诞节》之中。在故事裡，1930年的史高治被塑造成全世界最富有的鸭，然而他仍不断去扩充自己的财富。特别是在欧洲，有关他的漫画书经常被翻译成其它欧洲语言。唐老鸭是史高治的外甥，而辉儿、杜儿和路儿(台譯修伊、路伊和杜伊)则是唐老鸭的外甥。一次唐老鸭因要到海军服役，将3人交托给史高治照顾，这故事出现在《唐老鴨俱樂部》的剧情中，形成了以史高治和他的甥姪孫们的一连串冒险故事。

## 形象历史
史高治·麦克达克第一次出场，是在卡尔·巴克斯于1947年发表的漫画《熊山上的圣诞节》（Christmas on Bear Mountain）中。

## 生平
其父亲是：费格斯·麦克老鸭（Fergus McDuck），其母亲是：丹妮·欧·德雷克（Downy O'Drake），他还有两个姐妹：玛蒂尔德·麦克老鸭（Matilda McDuck）和霍顿斯·麦克老鸭（Hortense McDuck）。史高治一生未婚，只有一个红颜知己：哥尔迪（"Glittering" Goldie O'Gilt）。他后来僅有的亲人只有唐老鸭和唐老鸭的外甥们。
另外他还是百万富翁俱乐部和冒险俱乐部成员。卡尔·巴克斯表示：史高治看起来就像16世纪船长美蒂·麦克老鸭（Matey McDuck）的重生版，世界最富有的鸭子。传闻科尼利厄斯·库特（Cornelius Coot）在19世纪发现名叫「鸭堡」的城镇，而史高治·麦克老鸭则是20世纪同名城镇的“发现者”。自从他拥有了这个城镇99%的产业后，这里就被习惯性的叫做麦克老鸭堡。
史高治賺到第一笔钱是在他10岁的时候，那是1877年。3年后的1880年，13岁的他来到了美国。
1898年，在经历了一系列的冒险之后，他到达了克朗代克河（Klondike）的源头。他在那发现了鸡蛋大小的金块。在下一年，他挣到了他一生中的第一个一百万，并且从凯西·库特（Casey Coot）手中购买了“杀驴小丘”（Killmule Hill）。而凯西·库特正是克林顿·库特（Clinton Coot）的儿子，科尼利厄斯·库特的孙子。他最终于1902年迁入了鸭堡，他选择把这里当作他的家。
在一系列戏剧性的事件过后，他必须同时面对庀兄弟（Beagle Boys）、罗斯福总统和这位总统的“粗鲁的骑手”（Rough Riders），于是他就拆掉了鸭堡一部份旧的堡垒，并建造了他著名的和被拆除部分相同大小的金库。随着时间的流逝，史高治叔叔为了增加财富而环绕世界。旅行使他学会了许多地方的语言。与此同时他的家族則帮他經營金库。
在1908年他雇用了艾米丽·奎克法斯特（Emily Quackfaster）小姐作为他的秘书。当史高治于1930年回到鸭堡的时候，他发现自己已經成为世界首富。但他的性格却改变了，他变得固执，并且对周围的环境怀有敌意。于是，家人都渐渐远离了他。
在1942年，麦克老鸭关闭了他的帝国，退隐於鸭堡裏的豪宅，完全不像他以前（包括以后）的作风。在1947年的圣诞节，他再次见到了他的外甥唐老鸭以及唐老鸭的小外甥辉儿、杜儿和路儿。其后20年中，他们跟随这位经验丰富的冒险家进行了比之前更多的冒险。
在1947年回归正常生活后，史高治叔叔依然致力于增加财富，并保持他世界第一富豪的地位。而在此年之后，庇兄弟对其财产形成了接连不断的威胁，而其竞争对手弗林桑特·格莱姆格德（Flintheart Glomgold）和罗兰鸭（Rockerduck）则尝试通过各种方法来骗取老史高治的财富和成就。在加上自1960年以来意大利女巫玛奇卡·德·斯派尔（Magica de Spell）開始謀劃奪取為史高治帶來一生財富與運氣的第一枚硬币。如此一来，史高治虽然每次依靠努力都取得了很好的成就，但是却苦于没有足够时间去准备下一场战斗。
根据唐·罗萨（Don Rosa，迪士尼当红艺术家，在一次於1992年的挪威“幕后”节目访谈中，说道：“在刚开始的时候是史高治的出现源自于他的外甥唐老鸭，而现在情况改变了，唐老鸭的出现要归因于史高治。”而且他还说：“这就是为什么我对史高治那么感兴趣的原因。 ”
唐老鸭是史高治的外甥而非侄子。唐老鸭的母亲是史高治的亲姐妹，所以唐老鸭和史高治是舅甥关系。

## 苏格兰城堡
史高治小时候住的地方是一个虚构的苏格兰城堡。

## 注腳
1. ↑  香港無綫電視於1990年代播放的迪士尼動畫「唐老鴨俱樂部」中，將此角色譯為「唐老鴨史高治·麥德」(目前新版新唐老鴨俱樂部也沿用此名)。
2. ↑  黛拉（2017年新版新唐老鴨俱樂部登場）則是稱呼他史高治舅舅，唐老鴨和他的外甥稱呼他史高治舅公。
3. ↑  英文一詞含意為吝嗇鬼、守財奴和貪得無厭之徒，始見於查尔斯·狄更斯小说《小氣財神》的主角名字。
4. ↑  「古寒」為正確寫法「孤寒」的諧音，而「孤寒」在粵語中有吝嗇之意。